# Hermann Fürstenau
Hermann Fürstenau (* 19. September 1868 in Marburg; † 30. September 1928 in Berlin) war ein deutscher Richter, Staats- und Verwaltungsrechtler.

## Leben und Wirken
Nach dem Studium der Rechtswissenschaft an der Friedrich-Wilhelms-Universität Berlin, das Fürstenau 1889 mit der Promotion abschloss, wurde er 1898 Amtsrichter in Oranienburg. 1900 erfolgte seine Habilitation, und 1901 wurde er als Landgerichtsrat in Berlin angestellt. 1906 war er kommissarischer Justitiar und Verwaltungsrat im Provinzialschulkollegium Berlin sowie Hilfsarbeiter im preußischen Kultusministerium. 1907 ernannte ihn die Universität Berlin zum außerordentlichen Professor. 1910 wurde er zum Rat beim Oberverwaltungsgericht Berlin, 1925 zum Senatspräsidenten des Oberverwaltungsgerichts berufen.
Fürstenau war 1922 eines von 42 Mitgliedern der von Heinrich Triepel angeregten Gründung der Vereinigung der deutschen Staatsrechtslehrer.

## Veröffentlichungen
- Begriff und Entwickelung der Religionsfreiheit in Deutschland. Oldenbourg, Berlin 1889 (zugleich: jur. Diss. Universität Berlin).
- Das Grundrecht der Religionsfreiheit nach seiner geschichtlichen Entwicklung und heutigen Geltung in Deutschland. Duncker u. Humblot, Leipzig 1891; Nachdruck: Auvermann, Glashütten (im Taunus) 1975.
- Johann von Wiclifs Lehren von der Einteilung der Kirche und von der Stellung der weltlichen Gewalt. Gaertner, Berlin 1900.
- Über die Befreiung der Dienstgrundstücke der Geistlichen von der Gemeinde-Grundsteuer im Geltungsgebiet des Preußischen Allgemeinen Landrechts. Berlin 1905.